# Isaías Carrasco Miguel
Isaías Carrasco Miguel (Arrasate, 11 de juny de 1966 - Arrasate, 7 de març de 2008) va ser un regidor pel Partit Socialista d'Euskadi-Euskadiko Ezkerra en Mondragón, Guipúscoa, entre 2003 i 2007. Va ser assassinat per ETA a sol dos dies que se celebressin eleccions generals espanyoles. Arran d'aquest succés, la campanya electoral corresponent a aquests comicis va ser suspesa per tots els grups polítics.

## Biografia
Els seus pares eren naturals de la localitat zamorana de Morales de Toro. Va treballar en el sector de la construcció i darrerament treballava per a l'empresa Bidelan en el peatge de l'AP-1 al seu pas per Bergara. Era casat, i en el moment de la seva mort tenia tres fills: dues noies, de 20 i 14 anys; i un nen, de 4 anys.
Militant del Partit Socialista d'Euskadi (PSE-EE) i de la Unió General de Treballadors (UGT), va ser escollit regidor a l'Ajuntament d'Arrasate a les eleccions municipals espanyoles de 2003. Fins al 2007 va formar part de la Comissió Informativa de Desenvolupament Estratègic i fou representant del PSE-EE en el Consell Sectorial de Medi ambient. També va ser membre de la Junta de Govern de la Comunitat de l'Alt Deba substituint Matilde Martín Delgado. A les eleccions municipals espanyoles de 2007 era el sisè en la llista del PSE-EE, però arran dels resultats electorals no va poder renovar la seva acta. Com que no ocupava cap càrrec públic, havia rebutjat usar els serveis d'un escorta privat.
El 7 de març de 2008, dos dies abans de les eleccions generals espanyoles de 2008, fou assassinat per Euskadi Ta Askatasuna de tres trets a l'esquena mentre passejava pels carrers d'Arrasate en companyia de la seva esposa i de la seva filla, Sandra, i va morir poc més d'una hora després a l'hospital.